# James Patrick Kelly

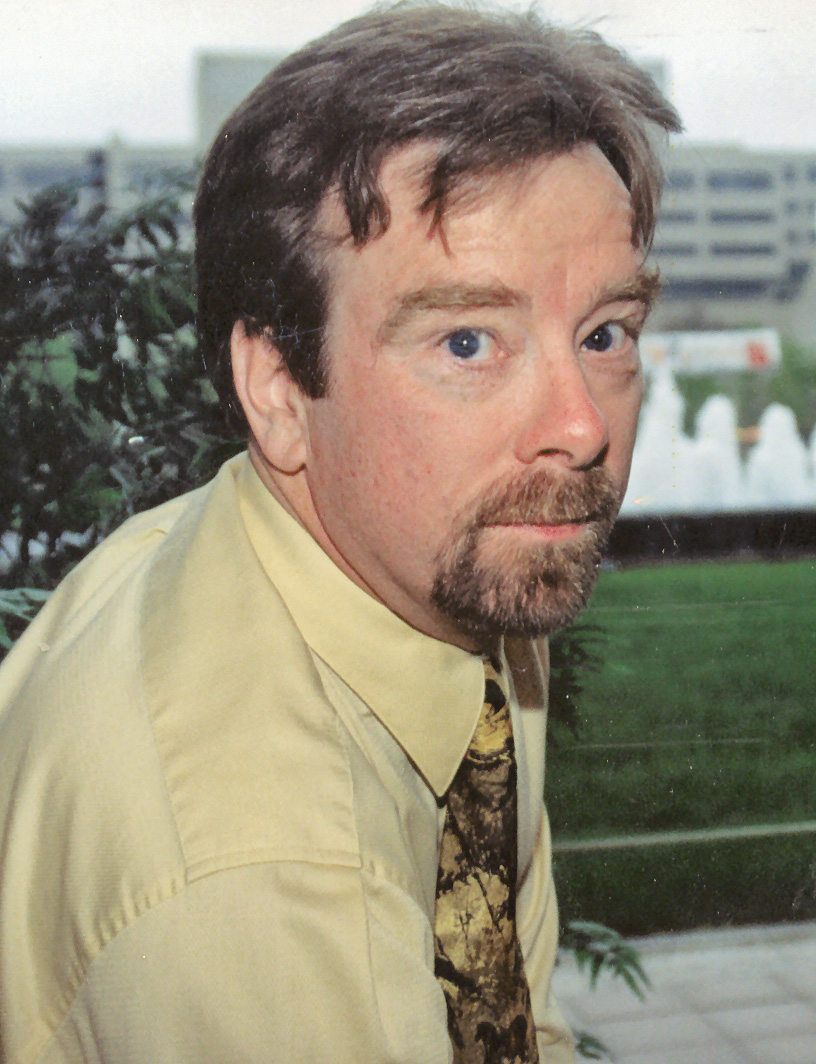
James Patrick Kelly 2008

James Patrick Kelly (* 11. April 1951 in Mineola, New York) ist ein US-amerikanischer Science-Fiction-Schriftsteller, der in den 1970er Jahren seine ersten Werke veröffentlichte.

## Leben
Kelly schloss mit einem B. A. in englischer Literatur 1972 mit "magna cum laude" an der University of Notre Dame ab. Seine erste Kurzgeschichte erschien 1975. Zweimal besuchte er den Clarion Science Fiction Writers’ Workshop, 1974 und 1976. Während der gesamten 1980er Jahre waren er und sein Freund John Kessel in die Debatte über Cyberpunk involviert. Kessel und Kelly gelten beide als Humanisten, obwohl Kelly einige Cyberpunk ähnliche Geschichten wie The Prisoner of Chillon oder Rat schrieb. Kellys Story Solstice wurde von Bruce Sterling in seiner Anthologie Spiegelschatten veröffentlicht.
Kelly wurde mit mehreren Science-Fiction Awards ausgezeichnet. Er gewann 1995 den Hugo Award für Think Like a Dinosaur und erneut 1999 für 1016 to 1. Im Jahr 2006 folgte der Nebula Award für Burn. Mit anderen Geschichten gewann er den Asimov's Reader Poll und den SF Chronicle Award. Kelly ist regelmäßig Teilnehmer und Lehrer bei verschiedensten Workshops, wie dem Clarion und dem Sycamore Hill Writer's Workshop. Er hat an der New Hampshire State Council on the Arts seit 1998 mitgearbeitet und hatte 2004 den Ratsvorsitz inne.
Er ist derzeit an der Fakultät für Unterhaltungsliteratur im Stonecoast MFA-Programm für kreatives Schreiben der University of Southern Maine. Er liefert häufig Beiträge zu Asimov’s Science Fiction Anthologie. Ebenso schreibt er eine Kolumne in Asimov’s, die "On the Net" heißt und aus Sachbeiträgen besteht. Seit über 20 Jahren hat er immer eine Geschichte in der jeweiligen Juni-Ausgabe von Asimov’s veröffentlicht. Inzwischen betätigt sich Kelly gemeinsam mit seinem Freund John Kessel als Herausgeber der Slipstream-Anthologie Feeling Very Strange: The Slipstream Anthology, der Post-Cyberpunk-Anthologie Rewired und der Anthologie The Secret History of Science Fiction. Durch ihre Arbeit auf diesem Sektor haben Kelly und Kessel Autoren aus sehr weit gefächerten Strömungen innerhalb der SF zusammengebracht, darunter Don DeLillo, George Saunders, Jonathan Lethem, Aimee Bender, Michael Chabon und Steven Millhauser.

## Bibliografie

### Romane
- Planet of Whispers, Bluejay Books, 1984
- Freedom Beach, Tor Books, 1985 (mit John Kessel)
- Look Into the Sun, Tor Books, 1989
- Heroines, 1990
- Wildlife, Tor Books, 1994
- Think Like a Dinosaur and Other Stories, Golden Gryphon Press, 1997
- Strange But Not a Stranger, Golden Gryphon Press, 2002
- Flammen, Burn, Tachyon Publications, 2005 (Gewinner des Nebula Award)

### Kurzgeschichten
- „Dea Ex Machina“, Galaxy, 1975
- Todestherapie, „Death Therapy“, The Magazine of Fantasy and Science Fiction, 1978
- Fluchtwege, „Not to the Swift“, The Magazine of Fantasy and Science Fiction, 1979
- Die Angst namens Mut, „The Fear That Men Call Courage“, The Magazine of Fantasy and Science Fiction, 1980
- Letztkontakt, „Last Contact“, Amazing Stories, 1981
- Der schrecklichste Mona, „The Cruelest Month“, The Magazine of Fantasy and Science Fiction, 1983
- Die heilige Theresa der Aliens, „Saint Theresa of the Aliens“, Asimov’s Science Fiction, 1986
- Ratte, „Rat“, The Magazine of Fantasy and Science Fiction, 1986
- Der Gefangene von Chillon, „The Prisoner of Chillon“, Asimov’s Science Fiction, 1986
- „Glass Cloud“, Asimov’s Science Fiction, 1987
- Heimatfront, „Home Front“, Asimov’s Science Fiction, 1988
- Der Tanz mit den Stühlen, „Dancing with the Chairs“, Asimov’s Science Fiction, 1989
- Der Blumenfreund, „Faith“, Asimov’s Science Fiction, 1989
- Mr. Boy, „Mr. Boy“, Asimov’s Science Fiction, 1990
- „The Propagation of Light in a Vacuum“, Universe, 1990
- Pogrom, „Pogrom“, Asimov’s Science Fiction, 1991
- In der Schlange mit Mister Jimmy, „Standing in Line with Mister Jimmy“, Asimov’s Science Fiction, 1991
- Monster, „Monsters“, Asimov’s Science Fiction, 1992
- Nur eine Frage der Hormone, „Chemistry“, Asimov’s Science Fiction, 1993
- Denken wie ein Dinosaurier, „Think Like a Dinosaur“, Asimov’s Science Fiction, 1995 (Gewinner des Hugo Award)
- So endet die Welt wirklich, „The True History of the End of the World“, Asimov’s Science Fiction, 1995
- Warum die Brücke nicht mehr singt, „Why the Bridge Stopped Singing“, The Magazine of Fantasy and Science Fiction, 1996
- „10¹⁶ to 1“, Asimov’s Science Fiction, 1999 (Gewinner des Hugo Award)
- „Ninety Percent of Everything“, The Magazine of Fantasy and Science Fiction, 1999 (mit Jonathan Lethem und John Kessel)
- „Undone“, Asimov’s Science Fiction, 2001
- „The Pyramid of Amirah“, The Magazine of Fantasy and Science Fiction, 2002
- „Bernardo’s House“, Asimov’s Science Fiction, 2003
- „Men Are Trouble“, Asimov’s Science Fiction, 2004
- „The Edge of Nowhere“, Asimov’s Science Fiction, 2005
- „The Leila Torn Show“, Asimov’s Science Fiction, 2006
- „Surprise Party“, Asimov’s Science Fiction, 2008

### Als Herausgeber
- Feeling Very Strange: The Slipstream Anthology, Tachyon Publications, 2006 (mit John Kessel)
- Rewired: The Post-Cyberpunk Anthology, Tachyon Publications, 2007 (mit John Kessel)
- The Wreck of the Godspeed and Other Stories, Golden Gryphon Press, 2008
- The Secret History of Science Fiction, Tachyon Publications, 2009
- Kafkaesque: Stories Inspired by Franz Kafka, Tachyon Publications, 2011 (mit John Kessel)
- Digital Rapture: The Singularity Anthology, Tachyon Publications, 2012 (mit John Kessel)

### Interviews
- Ein Interview mit James Patrick Kelly und John Kessel von John Joseph Adams
- James Patrick Kelly – Audio Interview
- SciFi.com Interview
- AISFP 55 – James Patrick Kelly Interviewed von Matthew Wayne Selznick - Audio Interview